# Margaret Kilpinen
Margaret Kilpinen, född 25 maj 1896 i Helsingfors, död där 24 augusti 1965, var en finländsk pianist.
Kilpinen utbildade sig i Helsingfors, Wien och Köln och blev lärare vid Sibelius-Akademin 1922. Efter sin konsertdebut 1927 turnerade hon i flera europeiska länder. År 1962 belönades hon med Pro Finlandia-medaljen.
Margaret Kilpinen var gift med tonsättaren Yrjö Kilpinen och uppmärksammades för sina tolkningar av hans verk.